# Uniunea Generală a Industriașilor din România 1903
Uniunea Generală a Industriașilor din România 1903 (UGIR 1903) este una din cele mai mari și mai importante confederații patronale din România.
UGIR 1903 este succesoarea în drepturi și obligații și continuatoarea în fapt a activității UGIR-ului, fondat în anul 1903.
Din 2 august 2003 până în 22 iulie 2005, președinte al UGIR 1903 a fost Ovidiu Tender, dar a fost destituit, deoarece anchetele penale de care se lega numele său stricau imaginea Uniunii.
Confederația este condusă de Cezar Ioan Corâci.